# Marie-Ève Marleau
Pour les articles homonymes, voir Marleau.
Marie-Ève Marleau, née le 12 février 1982 à Labrador City dans le Labrador, est une sportive, nageuse et plongeuse canadienne.

## Biographie
Marie-Ève Marleau a commencé sa carrière sportive comme gymnaste avant de devenir nageuse et plongeuse à Laval au Québec.
Elle forme une équipe de plongée avec la sportive canadienne Émilie Heymans qui remporte quatre médailles internationales dans la catégorie 10 mètres synchro, dont celles des Jeux panaméricains de 2007.
En 2008, elle termine septième à l'épreuve de plongeon féminine aux Jeux olympiques de Pékin.